# NB-4 Topčider
NB-4 Topčider (Naoružani brod-4 — Вооружённый корабль-4 «Топчидер»), позднее BB-4 Topčider (Bolnički brod-4 — Больничный корабль-4) и УВВ-4Ф — патрульный корабль партизанских военно-морских сил Югославии, позднее десантное и госпитальное судно.
До войны это судно занималось перевозкой вина. Партизаны переоборудовали его в десантный корабль для перевозки солдат, а после установки 40-мм и 20-мм пушек превратили его в полноценный боевой корабль. 11 мая 1944 он подвергся по ошибке авианалёту союзников, но уцелел. В конце войны его переоборудовали в госпитальное судно с 24 койками для раненых и переименовали в BB-4 Topčider (Bolnički brod — больничное судно), а затем присвоили новое название УВВ-4Ф.
После войны корабль летом 1946 года был снова переоборудован в транспортное судно.